# Kochia americana
Kochia americana är en amarantväxtart som beskrevs av Sereno Watson. Kochia americana ingår i släktet Kochia och familjen amarantväxter. Inga underarter finns listade i Catalogue of Life.